# Чандлер (Техас)
Чандлер (англ. Chandler) — місто (англ. city) в США, в окрузі Гендерсон штату Техас. Населення — 3275 осіб (2020).

## Географія
Чандлер розташований за координатами 32°18′25″ пн. ш. 95°28′25″ зх. д. / 32.30694° пн. ш. 95.47361° зх. д. (32.306891, -95.473546).  За даними Бюро перепису населення США в 2010 році місто мало площу 16,06 км², з яких 15,72 км² — суходіл та 0,34 км² — водойми.

## Демографія
Згідно з переписом 2010 року, у місті мешкали 2734 особи в 1090 домогосподарствах у складі 793 родин. Густота населення становила 170 осіб/км².  Було 1175 помешкань (73/км²).
Расовий склад населення:
| - 86,7 % — білих - 9,3 % — чорних або афроамериканців - 1,1 % — азіатів - 0,5 % — корінних американців - 1,0 % — осіб інших рас |

До двох чи більше рас належало 1,5 %. Частка іспаномовних становила 2,7 % від усіх жителів.
За віковим діапазоном населення розподілялося таким чином: 23,8 % — особи молодші 18 років, 54,8 % — особи у віці 18—64 років, 21,4 % — особи у віці 65 років та старші. Медіана віку мешканця становила 41,7 року. На 100 осіб жіночої статі у місті припадало 82,0 чоловіків;  на 100 жінок у віці від 18 років та старших — 79,6 чоловіків також старших 18 років.
Середній дохід на одне домашнє господарство  становив 72 914 долари США (медіана — 59 583), а середній дохід на одну сім'ю — 84 084 долари (медіана — 72 794). Медіана доходів становила 57 989 доларів для чоловіків та 34 531 долар для жінок. За межею бідності перебувало 8,6 % осіб, у тому числі 7,4 % дітей у віці до 18 років та 11,3 % осіб у віці 65 років та старших.
Цивільне працевлаштоване населення становило 1177 осіб. Основні галузі зайнятості: освіта, охорона здоров'я та соціальна допомога — 29,6 %, роздрібна торгівля — 18,6 %, науковці, спеціалісти, менеджери — 8,3 %, мистецтво, розваги та відпочинок — 8,0 %.